# Pikkelyestorkú mohó
A pikkelyestorkú mohó vagy kauai mohó (Moho braccatus) a madarak (Aves) osztályának verébalakúak (Passeriformes) rendjébe és a mohófélék (Mohoidae) családjába tartozó kihalt faj.  Régebben a mézevőfélék (Meliphagiade) családjába sorolták.

## Előfordulása
Hawaii szigetekhez tartozó Kauai szigetén volt honos. A természetes élőhelye szubtrópusi vagy trópusi síkvidéki nedves erdők, szubtrópusi vagy trópusi nedves hegyi erdők. 

## Megjelenése
Testhossza 20 centiméter volt. A feje, szárnyai és farktolla fekete, háta sötétbarna, melle, begye fekete volt fehér csíkkal. A középső farktollak hosszúak voltak. A szárnyak alatt kis csomónyi szürke toll volt.
|  |

## Életmódja
Nektárral és virágporral táplálkozott. Ez az egyetlen 'ō'ō faj, aminek bizonyítottan sárga írisze volt. Mint a többi mézevőnek, hegyes, gyengén görbe csőre volt, ezzel bírt nektárt gyűjteni. A kedvenc nektárt tartalmazó növényei a hawaii lobélia fajok és az 'ohi'a lehua fa voltak. Apró gerincteleneket, gyümölcsöket fogyasztott. A pikkelyestorkú mohó nagyon vokális madár volt, hangos, fuvolaszerű hívószava volt. A hímek és a nőstények is tudtak "fütyülni". 

## Kihalása
Elsősorban az élőhelyeinek megsemmisítése és (nagyrészt szúnyogok által szállított) betegségek okozták a kihalását. Az összes rokona közül ez a legutolsó Moho-faj ami életben maradt, a Hawaii mohó, Molokai mohó és az Oahu-mohó már korábban kihaltak.

## Etimológiája
A hawaii őslakosok a madárt 'ō'ō 'ā'ā-nak nevezték. Az 'ō'ō a hawaii nyelven Hangutánzó szó, a madár különös hangját utánozza, az 'ā'ā kicsit jelent.